# 11月6日
11月6日是阳历一年中的第310天（闰年第311天），离全年的结束还有55天。

## 大事记

### 19世纪以前
- 963年：神圣罗马皇帝奥托一世于聖伯多祿大殿的理事会上废除若望十二世的教宗位置。
- 1217年：英格蘭國王亨利三世頒佈森林憲章，重新確立自由人進入皇家森林（英语：Royal forest）的權利。
- 1600年：在关原之战中战败的西军大名石田三成、小西行长、安国寺惠琼等在六条河原被斩首示众。
- 1792年：法国大革命战争中，法国于热马普战役中大败神圣罗马帝国。

### 19世紀
- 1844年：多米尼加共和国采用第一部宪法。
- 1860年：亚伯拉罕·林肯当选为第16任的美国总统，成为第一位来自共和党的美国总统。
- 1861年：南北战争：杰弗逊·戴维斯当选为美利堅聯盟國总统。

### 20世紀
- 1903年：《南華早報》在香港創刊及出版。該報至今仍為香港銷量第一的本地英文報紙。[來源請求]
- 1911年：弗朗西斯科·馬德羅就职墨西哥总统。
- 1913年：圣雄甘地在南非领导一次游行时被捕。
- 1917年：第一次世界大戰：加拿大軍隊在帕森達勒戰役中與德軍進行了三個月的戰鬥後，佔領了比利時的帕森達勒。
- 1935年：美国工程师埃德温·阿姆斯特朗在无线电工程学会纽约分部首次发表文章描述调频广播。
- 1935年：英国飓风战斗机首飞。
- 1936年：西班牙内战：马德里围城战爆发之际，共和国政府逃离马德里，前往瓦倫西亞。
- 1937年：意大利王國签署反共产国际协定。
- 1943年：第二次世界大战：苏联红军收复基辅，但基辅古建筑都已经被德军毁掉。
- 1944年：位於美國華盛頓州的漢福德區工廠生產首批鈽原料，往後成為美國核武器製造重心。
- 1947年：美国全国广播公司的與媒體見面开播，成为目前世界上最长寿的电视节目。
- 1948年：中國人民解放軍向駐守徐州市附近的中華民國國軍徐州剿匪總司令部發動攻勢，徐蚌會戰爆發。
- 1949年：中央财经大学前身华北税务学校成立。
- 1962年：聯合國大會通過《聯合國大會第1761號決議》，譴責南非政府實行的種族隔離政策。
- 1963年：在5天前的军事政变成功捕杀吴廷琰后，杨文明任命阮玉書担任越南共和国军事执政团的总理一职。
- 1970年：中华人民共和国与意大利建交。
- 1971年：美國原子能委員會在阿留申群島的阿姆奇特卡島進行美國歷史上最大規模的地下核試驗。
- 1972年：中华人民共和国与马达加斯加建交。
- 1974年：中国科学院上海实验生物研究所成功地用化学方法合成了脱氧寡聚核苷酸。
- 1975年：摩洛哥政府號召35萬民眾越過與西撒哈拉的分界線，要求西班牙放棄對西撒哈拉的控制。
- 1985年：哥伦比亚首都波哥大的司法大厦被左翼武装分子袭击。
- 1985年：欧盟的研究组织尤里卡計劃公布组织原则。
- 1988年：中緬邊界附近的雲南省發生兩次強烈地震，兩次主震相隔12分鐘，造成730多人死亡。
- 1991年：科威特油田大火全被扑灭。
- 1993年：第四届中国吴桥国际杂技艺术节闭幕。
- 1995年：第二届上海国际电影节闭幕。

### 21世紀
- 2002年：三峽大壩導流明渠合龍。
- 2002年：姜力鈞因参与署名给中共十六大的亲民主请愿而被逮捕。
- 2005年：缅甸将首都从仰光迁往位于该国中部的彬马那，其后将彬马那改名为奈比多。
- 2012年：2011年金三角中国船员遇袭案在昆明市中級人民法院一審宣判。主犯糯康被判死刑。桑康、依萊、扎西卡均被判死刑，扎波被判死刑緩期執行，扎拖波被判有期徒刑8年。
- 2012年：巴拉克·歐巴馬成功連任美国总统。
- 2012年：塔米·鮑德溫成为美国历史上首个出柜的美国众议院议员。
- 2017年：《聯合國氣候變化綱要公約》第23屆締約方會議召開。
- 2022年：《聯合國氣候變化綱要公約》第27屆締約方會議召開。

## 出生
- 15年：小阿格里皮娜，羅馬皇后（59年逝世）
- 1391年：埃德蒙·莫蒂默，英格蘭政治家（1425年逝世）
- 1488年：黃偉，明朝政治人物，正德進士（1538年逝世）
- 1479年：胡安娜，因精神失常被長期囚禁的名義上的卡斯蒂利亞、亞拉岡等國女王（1555年逝世）
- 1494年：蘇萊曼一世，奥斯曼帝國君王（1566年逝世）
- 1661年：卡洛斯二世，哈布斯堡王朝最後一位西班牙國王（1700年逝世）
- 1748年：亞當·魏薩普，德國哲學家，光照派創始人（1830年逝世）
- 1814年：阿道夫·薩克斯，比利時音樂家、發明家，薩克斯風的發明者（1894年逝世）
- 1835年：切萨雷·龙勃罗梭，義大利犯罪學家、精神病學家，刑事人類學派創始人（1909年逝世）
- 1841年：阿爾芒·法利埃，法國政治人物，前任法國總統（1931年逝世）
- 1851年：查爾斯·道，美國記者、道瓊斯公司、華爾街日報創建者（1902年逝世）
- 1854年：約翰·菲利普·蘇沙，美國進行曲作曲家（1932年逝世）
- 1861年：詹姆斯·奈史密斯，加拿大運動教練，籃球運動的發明者、倡導美式足球使用頭盔者（1939年逝世）
- 1880年：罗伯特·穆齐尔，奧地利作家（1942年逝世）
- 1881年：山田乙三，日本陸軍大將（1965年逝世）
- 1882年：托馬斯·因斯，美國無聲電影演員、導演、編劇、製作人，有「西部片之父」之稱（1924年逝世）
- 1882年：馮玉祥，中國重要軍事將領（1948年逝世）
- 1892年：喬治·蒙巴頓，英國皇家海軍軍官，第二代米爾福德黑文侯爵（1938年逝世）
- 1892年：林子豐，香港教育家、銀行家（1971年逝世）
- 1901年：杨开慧，毛泽东的第二任妻子（1930年逝世）
- 1912年：辛志平，臺灣教育家（1985年逝世）
- 1918年：潘光旦，越南共和國政治人物（2004年逝世）
- 1929年：朱恩·斯奎布，美國女演員
- 1930年：馬克·麥考馬克，美國律師、體育經紀人、作家（2003年逝世）
- 1931年：，美國電影導演（2014年逝世）
- 1932年：佐藤纯弥，日本編劇、導演（2019年逝世）
- 1932年：弗朗索瓦·恩格勒，比利時理論物理學家，2013年諾貝爾物理學獎得主
- 1933年：卡洛斯·科雷亞，幾內亞比索政治人物，前任幾內亞比索總理（2021年逝世）
- 1937年：瓦季姆·巴卡京，俄羅斯政治人物（2022年逝世）
- 1937年：亞舒旺特·辛哈，印度政治人物
- 1940年：木村政昭，日本海洋地震學家
- 1940年：尊尼·基路士，爱爾蘭足球運動員
- 1945年：黃光國，臺灣心理學家（2023年逝世）
- 1946年：莎莉·菲爾德，美國女演員
- 1947年：楊德昌，台灣電影導演（2007年逝世）
- 1949年：阿里埃爾·亨利，海地外科醫生、政治人物，第23任海地總理
- 1952年：麥可·康寧漢，美國當代作家
- 1953年：关牧村，中國女歌手
- 1953年：沛小嵐，台灣女演員、女歌手
- 1954年：龍天翔，台灣演員
- 1955年：玛丽娅·施瑞弗尔，美國記者兼作家
- 1959年：飛田展男，日本男性聲優
- 1963年：沃恩達森·沃拉扎林，哈薩克政治人物
- 1963年：羅琳·鮑威爾·賈伯斯，美國億萬富翁、商人
- 1965年：權海驍，韓國演員
- 1966年：邰正宵，台灣歌手
- 1966年：荒木香惠，日本女性聲優
- 1966年：保罗·吉尔伯特，美國吉他手
- 1967年：鄭鈞，中國歌手
- 1967年：宋逸民，台灣演員
- 1967年：宋達民，台灣演員
- 1967年：松岡修造，日本網球選手
- 1967年：瀧本富士子，日本女性聲優
- 1968年：楊致遠，台裔美國企業家，雅虎創辦人
- 1968年：凱莉·魯瑟福，美國女演員
- 1969年：范志毅，中國足球運動員
- 1970年：伊森·霍克，美國演員
- 1970年：陳耀全，香港製作人
- 1972年：譚蒂·紐頓，英國女演員
- 1972年：梁卓偉，香港大學李嘉誠醫學院院長
- 1973年：曾毅，中國歌手，凤凰传奇成員
- 1973年：宍戶留美，日本女性聲優
- 1975年：新谷真弓，日本女演員、聲優
- 1978年：宋岳庭，台灣男歌手（2002年逝世）
- 1978年：延政勳，韓國演員
- 1978年：丹妮埃拉·西卡雷莉，巴西時裝模特兒、MTV電視台主持人
- 1979年：胡杏兒，香港女演員
- 1979年：拉馬爾·奥多姆，美國NBA籃球運動員
- 1979年：張铎，中國演員
- 1981年：李棟旭，韓國演員
- 1982年：渡邊大輔，日本演員
- 1982年：Sowelu，日本女歌手
- 1983年：謝楠，中國主持人、歌手
- 1983年：阿美娜·艾塔威爾，沙特阿拉伯皇室成員、慈善家
- 1986年：楊皓崴，臺灣演員、模特兒
- 1986年：楊子姗，中國演員、歌手
- 1987年：李悅彤，香港歌手
- 1987年：鄭丙熙，韓國歌手
- 1987年：安娜·伊萬諾維奇，塞爾維亞職業網球女運動員
- 1988年：楊小黎，台灣女演員
- 1988年：韓惠琳，韓國女演員
- 1988年：楊賜嘉，香港殘奧乒乓球運動員
- 1988年：艾瑪·史東，瑞典裔美國女演員
- 1988年：孔奇塔·沃斯特，奥地利歌手
- 1989年：祖斯·艾迪杜里，美國足球運動員
- 1990年：安德列·許爾勒，德國足球運動員
- 1990年：吳亦凡，在韓國出道的加拿大籍华人演员、歌手，原EXO-M隊長
- 1991年：倉持由香，日本寫真偶像、女演員
- 1992年：楊紫，中國女演員
- 1992年：陳楚寰，馬來西亞女演員
- 1992年：金亞榮，韓國女子偶像團體Girl's Day成員
- 1992年：保拉·卡妮雅，波蘭女子網球運動
- 1993年：約什·哈斯菲爾德，英格蘭足球運動員
- 1995年：秋昭貞，韓國女子偶像團體宇宙少女隊長
- 1995年：張常寧，中國女子排球運動員
- 1996年：宣叡仁，韓國男子偶像團體UP10TION成員
- 1996年：張丞延，韓國女子偶像團體CLC成員
- 1997年：希羅·范恩斯·提芬，英國男演員、模特兒

## 逝世
- 1003年：教宗若望十七世，罗马主教（966年出生）
- 1231年：土御門天皇，日本第83代天皇（1195年/1196年出生）
- 1406年：教宗依諾增爵七世，罗马主教（1336年出生）
- 1600年：安國寺惠瓊，日本戰國武將，於京都六條河原遭斬首（1539年出生）
- 1600年：小西行長，日本戰國武將，於京都六條河原遭斬首（1558年出生）
- 1600年：石田三成，日本戰國武將，於京都六條河原遭斬首（1560年出生）
- 1632年：古斯塔夫二世·阿道夫，瑞典國王（1594年出生）
- 1656年：約翰四世，葡萄牙國王（1604年出生）
- 1672年：海因里希·许茨，德国作曲家（1585年出生）
- 1816年：古弗尼尔·莫里斯，美国开国元勋（1752年出生）
- 1822年：克劳德·贝托莱，法国化学家（1748年出生）
- 1845年：李太郭，英國博物學家、傳教士、外交官（約1800年出生）
- 1880年：埃斯塔尼斯勞·德爾坎波，阿根廷作家、軍人（1834年出生）
- 1887年：欧仁·鲍狄埃，法国革命家、诗人，巴黎公社主要领导人之一，《国际歌》作词者（1816年出生）
- 1893年：彼得·柴可夫斯基，俄国作曲家（1840年出生）
- 1935年：亨利·費爾費爾德·奧斯本，美國古生物學家（1857年出生）
- 1941年：莫理斯·盧布朗，法國小說家，怪盜「亞森·羅蘋」的創作者（1864年出生）
- 1946年：鄧納姆·傑克遜，美國數學家（1888年出生）
- 1960年：埃里希·雷德尔，纳粹德国海军元帅（1876年出生）
- 1988年：谭政，中国人民解放军将领（1906年出生）
- 1989年：松田優作，日本男演員（1949年出生）
- 1991年：珍·泰妮，美国演员（1920年出生）
- 1997年：李浩培，中国国际法学家（1906年出生）
- 1998年：尼克拉斯·盧曼，德國社會學家（1927年出生）
- 2004年：何添，香港恒生銀行創辦人（1909年出生）
- 2005年：本田美奈子，日本歌手（1967年出生）
- 2008年：梁建民，香港、澳門著名馬評人（1933年出生）
- 2009年：谷牧，中国政治人物（1914年出生）
- 2010年：赵明录，朝鲜政治人物（1928年出生）
- 2011年：楚庫埃梅卡·奧杜梅格伍·奧朱古，奈及利亞軍官、政治人物（1933年出生）
- 2014年：于尚清，中国民警（1956年出生）
- 2015年：伊扎克·纳冯，以色列政治人物，第5任以色列总统（1921年出生）
- 2017年：刘建康，中国生态学家（1917年出生）
- 2017年：理查德·戈尔登，美国宇航员（1929年出生）
- 2018年：邓起东，中国地质学家（1938年出生）
- 2019年：程思寒，中国演员（1961年出生）
- 2021年：貝拉迪·拉斯洛，匈牙利計算機科學家（1928年出生）
- 2021年：莫琳·克里夫，英國記者（1934年出生）
- 2022年：卡洛·加利，義大利男子足球運動員（1931年出生）
- 2022年：爱德华·普雷斯科特，美國经济学家，2004年诺贝尔经济学奖得主（1940年出生）
- 2023年：三浦德子，日本作詞家（1949年出生）
- 2023年：范疇，臺灣作家、企業家（1955年出生）
- 2024年：喜多道枝，日本女演員、聲優（1935年出生）
- 2024年：盧曼華，華裔英國政治人物（1950年出生）
- 2024年：，美國男演員、製片人（1954年出生）

## 節假日和習俗
- 防止戰爭和武裝衝突糟蹋環境國際日
- 世界裸裝日[1]
- ：憲法日
- ：憲法日
- 瑞典、 芬兰、 爱沙尼亚：古斯塔夫二世·阿道夫日

## 體育

### 足球
- 1986年：費格遜離開蘇格蘭國家足球隊加盟曼聯成為新任領隊。
- 2005年：英格蘭超級聯賽第12周- 曼聯以1比0擊敗車路士，除了終止對方開季11場聯賽的不敗紀錄外，更終止英超聯賽40場聯賽的不敗紀錄。